# یثرب
یثرب نام پیشین شهر مدینه پیش از هجرت پیامبر اسلام بود. این شهر به نام یثرب بن قَیِنه بن مهلائیل بن إرم بن عبِیل بن عَوض بن إرم بن سام بن نوح نام‌گذاری شده است. شهر یثرب از دیرباز یکی از مراکز مهم کشاورزی در منطقهٔ حجاز و از جمله شهرهای برجستهٔ عربستان به‌شمار می‌رفته است.
نام یثرب در دوران باستان رایج بوده و در منابع و کتیبه‌های غیرعربی نیز به آن اشاره شده است. این نام در جغرافیای بطلمیوس با شکل یونانی «Γιαθρίμπ» (یثرب) و در کتاب استفان بیزانسی با صورت لاتینی‌شدهٔ «YATHRIP» ثبت شده است. همچنین، در یکی از کتیبه‌های یافت‌شده بر روی ستونی سنگی در شهر حران، این نام به صورت «Itribo» آمده است، که نشان از پیشینهٔ کهن و گسترهٔ جغرافیایی شناخت این نام دارد.
قبیلهٔ عُبیل به رهبری یثرب—که شهر نیز نام خود را از او گرفته است—در این منطقه سکونت گزیدند. آنان در آنجا زمینی حاصلخیز، درختان فراوان و منابع آبی زیادی یافتند. اما پس از مدتی، عمالیقیان آمدند و در پی آنان در آن سرزمین ساکن شدند. عمالیق از نوادگان نوح بودند که از بابل کوچ کرده و در منطقه‌ای میان تهامه و مکه جای گرفتند. آنها تا زمان پادشاه خود، سمیدع، در آن ناحیه ماندگار شدند. سپس قوم جُرهُم به آنجا آمدند، عمالیقیان را بیرون راندند و خود در مکه ساکن شدند.
پس از هجرت پیامبر اسلام و یاران وی، یثرب جایگاه مقدس خود را بازیافت و با نام مدینه، دومین شهر مقدس مسلمانان، شناخته شد. در این شهر، نخستین دولت اسلامی بنیان‌گذاری گردید و قرآن به عنوان قانون اساسی آن مورد استفاده قرار گرفت. مدینه نخستین پایتخت اسلامی بود که توسط پیامبر اسلام اداره می‌شد و پس از وی، تا پایان دوران خلافت عثمان بن عفّان، سومین خلیفهٔ راشدین، خلفای راشدین ادارهٔ امور را بر عهده داشتند.
سپس، به دلیل تحولات و مقتضیات سیاسی، علی بن ابی‌طالب، چهارمین خلیفهٔ راشدین، پایتخت را از مدینه به کوفه منتقل کرد. پس از او، معاویه بن ابی‌سفیان، بنیان‌گذار خلافت اموی، پایتخت را به دمشق انتقال داد. در نهایت، با به قدرت رسیدن خلافت عباسی، بغداد به عنوان پایتخت جدید جهان اسلام تعیین شد.

## بنیانگذاری
تعیین دقیق سال تأسیس شهر یثرب ممکن نیست؛ چرا که فاصلهٔ زمانی دقیق میان عصر نوح و هجرت پیامبر اسلام به‌طور قطعی مشخص نشده است. آنچه برخی از مورخان ذکر کرده‌اند، عمدتاً روایت‌های شفاهی است که مبتنی بر شواهد تاریخی یا باستان‌شناسی معتبر نیستند. تنها می‌توان گمان برد که تأسیس این شهر به دوران باستان و توسط اقوامی منقرض‌شده صورت گرفته باشد. قبیلهٔ عبیل یا عمالقه از جمله همین اقوام‌اند که امروزه اثری از آن‌ها باقی نمانده است و ما نیز مدرک باستان‌شناسی معتبری برای تعیین دورههٔ دقیق تأسیس یثرب در اختیار نداریم.
برخی از پژوهشگران، با تکیه بر این نکته که قبیلهٔ عبیل به زبان عربی سخن می‌گفته‌اند و زبان عربی در آن دوران پدید آمده بود، زمان تقریبی پیدایش این شهر را حدود ۱۶۰۰ سال پیش از هجرت پیامبر برآورد کرده‌اند. این برآورد، هم‌زمان با دوره‌ای است که نام «یثرب» در منابع تاریخی غیرعرب و کتیبه‌های کشف‌شده نیز دیده می‌شود.
نام یثرب در نوشته‌های مربوط به پادشاهی معین نیز آمده است؛ این پادشاهی که در بخشی از یمن، بین سال‌های ۱۹۰۰ تا ۱۰۰۰ پیش از میلاد ظهور کرد، در دوران اوج خود نفوذش را تا حجاز و فلسطین گسترش داد. در زمان افول قدرتش، معینیان اقدام به تأسیس مجموعه‌ای از شهرک‌ها در مسیرهای تجاری شمال کردند که یکی از آن‌ها از طریق یثرب می‌گذشت و برای حفاظت از این راه تجاری اهمیت داشت.
این بازهٔ زمانی همچنین با تخمین‌هایی که مورخان در خصوص حضور عمالیقیان و درگیری‌های آن‌ها با بنی‌اسرائیل در شمال شبه‌جزیرهٔ عربستان و صحرای سینا ارائه کرده‌اند، هم‌خوانی دارد.

## یثرب در مرحلهٔ آغاز
اگر درست باشد که قبیلهٔ عبیل، بنیان‌گذار یثرب بوده‌اند، باید اذعان کرد که اطلاعات تاریخی دربارهٔ این شاخه بسیار اندک است و تصویر روشنی از آنان در دست نیست. بر اساس روایات نَسَب‌شناسان، عبیل طبق گفتهٔ طبری، چهارمین نوهٔ نوح و به روایت سهیلی و ابن خلدون، ششمین نوهٔ او بوده است. او به همراه خویشاوندانش از دیگر فرزندان نوح در بابل زندگی می‌کرد. در سفر پیدایش نیز آمده است که عَموبال (عبیل) یکی از پسران مَقعان (قحطان) بود.
مورخان بر این باورند که بابل پس از مرگ نوح به سطحی قابل توجه از توسعهٔ کشاورزی دست یافت. برخی از پسران او جانشین وی شدند و به عنوان پادشاهان شهر حکومت کردند. زمانی که قبیلهٔ عبیل به رهبری یثرب بن قَیِنه بابل را ترک گفت، پس از بیست روز سفر به این منطقه رسید و در آنجا ساکن شد و نام رهبر خود، یثرب، را بر آن نهاد. آنان تمدن کشاورزی خود را به این سرزمین منتقل کردند.
سمهودی در کتاب «وفاء الوفا» ابیاتی در سوگ خاندان عبیلیه آورده است که از محتوای آن می‌توان به میزان پیشرفت کشاورزی و دامپروری ایشان در آن دوره پی برد. در این ابیات آمده است:
| عین جودی علی عبیل وهل یرجع |  | من فات بیضها بالسجام   |
| عمروا یثربا ولیس بها شفر   |  | ولا صارخ ولا ذو سنام   |
| غرسوا لینها بمجری معین     |  | ثم حفوا النخیل بالآجام |

اگرچه ما به اصالت این ابیات اعتماد کامل نداریم و احتمال می‌دهیم که سرودهٔ قصه‌گویان باشند، اما تصویری که از عبیلیان ارائه می‌دهند، با توصیفاتی که مورخان از مردم بابل و فعالیت‌های دامداری و کشاورزی آنان بیان کرده‌اند، همخوانی دارد. زمین حاصلخیز و آب فراوان، عبیلیان را قادر ساخت تا در یثرب به کشت نخل و پرورش دام بپردازند.
از این رو، می‌توانیم زندگی عبیلیان را در یثربِ آن زمان به‌صورت زیر تصور کنیم:
گروهی از خانواده‌ها در روستایی کوچک، در میان درختان و آب فراوان زندگی می‌کردند. آنان به پرورش حیوانات اهلی خود مانند شتر، اسب و گوسفند می‌پرداختند و نخلستان‌ها و همچنین برخی سبزیجات و میوه‌های دیگر را کشت می‌کردند. این مردم، در انزوایی نسبی از دنیای دور و ناشناخته بیرونی، در محیطی امن که توسط کوه‌ها و تپه‌های آتشفشانی احاطه شده بود، روزگار می‌گذراندند و از محصولات فراوان و تولیدات ارزشمند خود بهره‌مند می‌شدند. دسترسی به این منطقه تنها از طریق مسیرهای محدود و قابل کنترل امکان‌پذیر بود.
دکتر جواد علی در جستجوی شواهدی از وجود قبیله عبیل در متون باستانی، به ذکر نام عموبال در برخی از کتب تورات اشاره کرده است که از او به‌عنوان یکی از پسران یقطان یاد شده است. وی همچنین خاطرنشان می‌کند که مورخی به نام بلتوس از مکانی به نام «أبالیتس» یاد کرده است که به معنای «عبیلیان» دانسته می‌شود.

## عمالیق
نام عمالیق به قبایل باستانی‌ای اطلاق می‌شود که منقرض شده‌اند. در برخی منابع، داستان‌هایی دربارهٔ آنان نقل شده است که با افسانه درآمیخته است، زیرا نام آنان به‌طور ضمنی بر بزرگی جثه ایشان دلالت دارد. این برداشت، برخی از قصه‌گویان را به اغراق و مبالغه واداشته است.
سمهودی داستانی را نقل می‌کند که ادعا دارد روزی یک کفتار و بچه‌اش در حالی یافت شدند که در حدقهٔ چشم یک عمالیق مرده چمباتمه زده بودند، و سپس چهارصد سال گذشت بی‌آنکه یکی از آن دو بمیرد. تردیدی نیست که این روایت و داستان‌های مشابه آن، ساخته و پرداختهٔ قصه‌گویانی است که می‌کوشیدند شنوندگان خود را با امور ماوراءالطبیعه و شگفتی‌ها به هیجان آورند.
و دور از این اغراق‌ها، باید گفت که واژهٔ عمالیق در زبان، به معنای بلندقد است، و به‌نظر می‌رسد که این قبایل واقعاً از بلندی قامت و درشتی اندام برخوردار بوده‌اند. برخی از تاریخ‌نگاران معاصر بر این باورند که ساکنان شبه‌جزیره عربی تا حدود ۱۶۰۰ سال پیش از هجرت پیامبر جثه‌های درشتی داشته‌اند و بعدها نیز بازماندگان آنان با همین نام شناخته می‌شدند، هرچند از نظر قامت و طول عمر به پای نیاکان خود نمی‌رسیدند.
در کتاب‌های تاریخ عربی، عمالیق از نسل عملیق بن لاوذ بن سام بن نوح دانسته شده‌اند. آنان به‌همراه دیگر بازماندگان نوح در منطقهٔ بین‌النهرین می‌زیستند و سپس با گروه‌های دیگری از آنجا کوچ کردند. با افزایش نسل نوح، این تبارها به ازدحام و رقابت با یکدیگر پرداختند.
عمالیق به همراه برادران خود از نسل إرم بن سام، از جمله طَسْم، جَدیس و دیگر تیره‌ها، به شبه‌جزیره عربستان آمدند، در حالی‌که پیش‌تر، قبایلی چون ثمود، عاد، أُمیم، أُوبار و عبیل در آنجا ساکن شده بودند. بسیاری از این اقوام در احقاف (در مناطق حضرموت، ظفار و ربع‌الخالی امروزی در جنوب عربستان) مستقر شدند و سپس در سراسر جزیره پراکنده گشتند. برخی از این اقوام، مانند ثمود و عبیل، از احقاف مهاجرت کردند و شاخه‌های متعدد آنان در نجد، بحرین، عمان، یمن، تهامه و حتی تا مرزهای شام پراکنده شدند. حتی فرعون‌های مصر نیز از میان این نسل دانسته شده‌اند.
طبری می‌نویسد که عمالقه‌ای که در یثرب سکونت یافتند، از قبیلهٔ جاسم بودند. ابن خلدون نیز از قبایلی چون بنو لَفّ، بنو سعد بن هزال، بنو مطر، و بنو الأزرق یاد کرده است.
ما به‌طور دقیق نمی‌دانیم که عمالیق در چه زمانی در یثرب ساکن شدند، اما احتمال دارد که پس از خروجشان از بین‌النهرین در آنجا فرود آمده باشند. مورخان دربارهٔ این‌که آیا آنان بنیان‌گذاران یثرب بوده‌اند یا آن را از قبیلهٔ عبیل گرفته‌اند، اختلاف‌نظر دارند. حتی برخی بر این باورند که عمالیق در اصل شاخه‌ای از عبیل بوده‌اند.
آنچه مسلم است، این است که حضور عمالیق در یثرب قدمتی کهن دارد؛ چه در زمان تأسیس آن و چه اندکی پس از آن. همچنین قطعاً می‌دانیم که عمالیق در یثرب وجود داشته‌اند و آنان عرب بوده‌اند. طبری جد آنان، عملیق، را نخستین کسی می‌داند که به زبان عربی سخن گفت.
افزون بر این، اسفار تورات بارها از آنان یاد کرده است: گاه با نام عمالیق و گاه با عنوان جبّارین. در این منابع، حتی نام برخی از رهبران و شهرهای عربی آنان ذکر شده است. این قوم هم‌زمان با خروج بنی‌اسرائیل از مصر می‌زیستند و با ایشان در منطقهٔ سینا وارد نبردهای متعددی شدند.
عمالیقیان در یثرب جامعه‌ای کشاورزی موفق و خودکفا پدیدآوردند. آنان زمین‌های حاصلخیز خود را کشت می‌کردند و به دامداری می‌پرداختند و در ابتدا از فراوانی محصولات خود بهره‌مند می‌شدند.
با رشد تجارت، آنان نیز در این مسیر مشارکت کردند و کاروان‌هایشان تا غزه می‌رسید. با این وجود، تجارت آنها محدود باقی ماند و هرگز با تجارت مردم مکه برابری نمی‌کرد. آنان به سبب حاصلخیزی زمین‌ها و فراوانی منابع آب، کشاورزی را بر سایر فعالیت‌ها ترجیح می‌دادند.
موفقیت‌های اقتصادی آنان مبالغ کلانی از ثروت را برایشان فراهم ساخت. از بیم یورش قبایل دیگر که می‌توانستند زمین‌ها و منابع ارزشمند آنان را غارت کنند، آتم‌ها (قلعه‌های کوچکی) بنا نهادند که قادر بودند یک یا چند خانواده را در خود جای دهند و آنان را در برابر حملات دشمنان محافظت کنند.
عمالیقیان در یثرب تا زمانی که مشیت الهی بود، زندگی کردند. سپس قبایل دیگری بر آنان وارد شدند و با آنها همزیستی کردند.
وفور و رفاهی که عمالیقیان به آن دست یافته بودند، باعث شد که آنان مهاجران تازه‌وارد را بپذیرند تا از نیروی کار آنان بهره ببرند. این امر سبب شد تازه‌واردان بخشی از بار کار بر زمین را از دوش ایشان بردارند و در نتیجه، مالکین زمین فرصت یابند تا از ثروت‌های خود بهره‌مند شوند.
چندی نگذشت که این تازه‌واردان، برخی از زمین‌های بایر را که عمالیقیان به کار نگرفته بودند، آباد کردند، خود به مالک زمین تبدیل شدند، ثروت اندوختند و در نهایت، در سطح زندگی با عمالیقیان هم‌ردیف شدند.
در طول سال‌های متمادی، میان عمالیقیان و قبایل مهاجر، ازدواج و آمیختگی نژادی صورت گرفت و نسل‌های جدیدی با خون‌های مختلط پدید آمدند. به تدریج، شمار عمالیقیانی که به جثه‌های عظیم شناخته می‌شدند، رو به کاهش نهاد، اما آنان به‌طور کامل منقرض نشدند، بلکه بقایایی از ایشان تا پس از ورود یهودیان به یثرب همچنان باقی بودند.
مورخ عربی، ابن زباله، اشاره می‌کند که بنی انیف ـ که گروهی بودند که پیش از ورود اوس و خزرج در کنار یهودیان سکونت داشتند ـ از بقایای آنان محسوب می‌شدند.
هنگامی که اسلام به یثرب رسید، تنها افراد معدودی از ایشان باقی مانده بودند که به بلندقدی شناخته می‌شدند.
برخی از متون باستانی مینایی نیز نام یثرب را به همان شکلی که بطلمیوس، جهانگرد اسکندرانی، در اواسط قرن دوم میلادی ذکر کرده است، به صورت «ایثریپ-پا» یا «جاتریپی» آورده‌اند. استفان بیزانسی از آن به عنوان «ایثریپ پلیس» به معنای «شهر یثرب» یاد کرده است که نشان‌دهنده تکمیل هویت شهری این منطقه و تمایز آن از زمین‌های کشاورزی و اردوگاه‌های بادیه‌نشینان اطراف بوده است.
این موضوع با نام عربی آن، «المدینه»، که ممکن است بیانگر این تحول باشد، تأیید می‌شود. ریشه‌های عربی این شهر به سبب حاصلخیزی و ثروت نسبی یثرب است که منجر به افزایش جمعیت در آنجا شده است. موقعیت استراتژیک یثرب و شرایط تاریخی‌ای که تجربه کرده، باعث شده است تا گروه‌های جمعیتی متنوعی در آنجا شکل بگیرند.
شاید آنچه دربارهٔ اختلاط گروه‌هایی با ریشه‌های قحطانی و عدنانی در یثرب گفته می‌شود، مشابه وضعیتی است که در دوران باستان در مناطقی مانند لحیان و تیما و دیگر مناطق، در قالب جوامع تجاری عرب جنوبی و سبائیان به منظور حفظ منافع تجاری کشورهای جنوبی وجود داشته است.
از آنجا که این گروه‌ها مدت زمان طولانی در این منطقه ماندگار شدند، با ساکنان بومی عرب شمالی اختلاط و ازدواج کردند.
پادشاهی معین یکی از قدیمی‌ترین پادشاهی‌های جنوب عرب محسوب می‌شود که برخی اخبار آن از طریق اکتشافات باستان‌شناسی به دست آمده است. این پادشاهی در شمال یمن ظهور و شکوفا شد و نفوذ آن بین سال‌های ۱۳۰۰ تا ۶۳۰ قبل از میلاد گسترش یافت.
برخی از جغرافی‌دانان غربی مانند تئودوروس سیسیلی و استرابون رومی به آن اشاره کرده‌اند، اما مورخان و جغرافی‌دانان عرب اطلاعاتی دربارهٔ آن در اختیار ندارند.
یاقوت حموی در مورد آن گفته است: نام قلعه‌ای در یمن و شهری در یمن که در براقش ذکر شده است.
عمرو بن معدیکرب می‌گوید:
ینادی من براقش أو - معین فأسمع واتلأب بنا ملیع
ترجمه: معین! از براقش ندا می‌آید، پس بشنو و با شتاب به سوی ما بیا
آثار باستانی کشف‌شده نشان می‌دهد که پادشاهی معین روابط نزدیکی با همسایگان خود داشته است، که این روابط به معنای نفوذ و کنترل آن بوده است. اقتدار این پادشاهی از جنوب یمن تا حجاز و حتی فلسطین امتداد یافته بود. کاوشگران کتیبه‌های مینا را یافته‌اند که در آنها ذکر شده است یثرب، معان، عمون و غزه بخشی از پادشاهی مینا و تابع آن بوده‌اند.
همچنین مشخص شده که پادشاهان معین فرماندارانی را به نمایندگی خود بر این مناطق منصوب می‌کردند. فرمانداری که «کبیر» یعنی «بزرگ» نامیده می‌شد، به نام پادشاه حکومت می‌کرد، مالیات جمع‌آوری می‌کرد و امنیت را حفظ می‌نمود. این بدان معناست که میناها در دوره گسترش پادشاهی خود، یعنی از هزاره اول پیش از میلاد، بر یثرب کنترل داشتند.
آنها مانند سایر مناطق تحت نفوذ خود، فرمانداری برای شهر منصوب می‌کردند تا مسیرهای تجاری زمینی‌شان را ایمن سازند. اقتدار آنها بر شهر فراتر از دریافت مالیات سالانه و حفاظت از کاروان‌های تجاری عبوری نبود.
در کتیبه‌های معدود مربوط به معین هیچ اشاره‌ای به جنگی میان آنها و مردم یثرب یا رویداد خاصی دیده نمی‌شود. تمامی نشانه‌ها حکایت از این دارد که کنترل مینا بر کل حجاز برقرار بوده، اما این کنترل چندان قوی نبود؛ به همین دلیل جامعه یثرب عمدتاً کشاورزی و دامداری باقی ماند و تغییر عمده‌ای در آن رخ نداد، مگر افزایش ثبات، رفاه نسبی و بهره‌مندی از مزایای کاروان‌های تجاری عبوری.

## یثرب و کلدانیان
دولت کلدانی در عراق با پایتختی بابل ظهور کرد. این دولت در قرن هفتم پیش از میلاد شکوفا شد و نفوذ خود را بر مناطق وسیعی گسترش داد و برای مدتی تا حجاز نیز رسید. کتیبه‌ای در ویرانه‌های مسجد جامع حران یافت شد که جزئیات اعمال پادشاه کلدانی، نبونیدوس، را شرح می‌دهد. در این کتیبه آمده است که او به شمال شبه جزیره عربستان لشکرکشی کرد، تیما را تصرف کرد و در آنجا ساکن شد. سپس شهرهای همسایه را تصرف کرد و آنها را به امپراتوری خود ضمیمه کرد. این شهرها عبارت بودند از: دادانو، شهری باستانی و مشهور که در کتاب مقدس عبری از آن یاد شده است؛ بداکوا (فدک فعلی)؛ خبرا (خیبر فعلی)؛ و اتریبوا (یثرب فعلی). این شهر به مدت ده سال تحت حکومت این پادشاه باقی ماند. نبونعید آخرین پادشاه امپراتوری کلدانی بابل بود. او به مدت ۱۶ سال، از ۵۵۶ تا ۵۳۹ پیش از میلاد، حکومت کرد که ده سال از آن را در شمال عربستان گذراند و پایتخت خود، بابل، را تحت حکومت پسرش، بلشصر، باقی گذاشت. سپس به بابل بازگشت، اما در سال ۵۳۹ پیش از میلاد مورد حمله کوروش، پادشاه ایران، قرار گرفت. کوروش به دولت آنها پایان داد و آن را به استانی در امپراتوری خود تبدیل کرد. مردم یثرب پس از تضعیف قدرت امپراتوری سبائیان، با نبونیدوس پادشاه صلح کردند و به‌طور مسالمت‌آمیزی به حکومت او تن دادند. آنها مالیاتی را که سبائیان از آنها جمع‌آوری کرده بودند، به او می‌پرداختند.
نبونعید گروه‌هایی از قبایل کلدانی و اسیران یهودی را به این منطقه منتقل کرده و در آنجا اسکان داد. وی بخشی از املاکی را که پیش‌تر از مالکان عرب آن غصب کرده بود، به آنان واگذار کرد و با استقرار واحدهایی از ارتش خود از ایشان حمایت نمود. هدف او الحاق کامل این منطقه به قلمرو پادشاهی‌اش بود، اما این طرح به نتیجه نرسید و با بازگشت او به بابل متروک ماند. با این وجود، بیشتر مهاجران تازه‌وارد در منطقه ماندگار شدند و با ساکنان بومی درآمیختند. دکتر جواد علی این امر را با استناد به وجود برخی واژگان کلدانی در زبان مردم یثرب و دیگر نواحی شمالی آن، به‌ویژه در حوزه کشاورزی، مورد تأیید قرار می‌دهد.

## یثرب و رومیان
امپراتوری روم چندین قرن پیش از میلاد مسیح پدیدار شد و قدرت آن به حدی افزایش یافت که بر پادشاهی‌های یونانیان باستان تسلط یافت و نفوذ خود را به دیگر نقاط اروپا، آسیای غربی و شمال آفریقا گسترش داد. اما رومیان در دوران گسترش بزرگ نظامی خود نتوانستند به داخل شبه‌جزیره عربستان نفوذ کنند، زیرا صحرای پهناور مانع بزرگی در برابر ارتش‌های منظم و عظیم آنان بود. تاریخ روم تنها از یک تلاش یاد می‌کند که در آن یک لشکرکشی رومی برای نفوذ به جنوب شبه‌جزیره عربستان و رسیدن به مناطق طلا در سرزمین یمن انجام شد. این تلاش در دوران امپراتور آگوستوس در سال ۲۵ پیش از میلاد صورت گرفت؛ زمانی که این امپراتور فرماندار خود در مصر، آلیوس گالوس، را مأمور آماده‌سازی و فرماندهی این لشکرکشی کرد. در این لشکرکشی جغرافی‌دان معروفی به نام استرابون که دوست فرمانده گالوس بود نیز حضور داشت و دربارهٔ آن نوشت؛ از این رو اخبار آن تقریباً به‌طور کامل به ما رسیده است.
این لشکرکشی با ده هزار جنگجوی رومی، هزار جنگجوی قبطی و پانصد جنگجوی اسرائیلی به رهبری یک فرماندهٔ نبطی آغاز شد. این لشکرکشی از سواحل مصر به سمت دریای سرخ حرکت کرد و به بندر لوئیکا کومه رسید که جواد علی مکان آن را ینبع می‌داند، در حالی که فؤاد حمزه معتقد است که آنجا مویلح بوده است.
پس از از دست دادن تعداد زیادی کشتی و سرباز، و بروز بیماری‌هایی که به دلیل آب و غذای فاسد و تغذیه نامناسب جان بسیاری را گرفت، لشکریان مجبور شدند تابستان و زمستان را در همان‌جا بگذرانند تا استراحت کرده و از بیماری‌ها بهبود یابند.
پس از آن، لشکریان به نجران نقل مکان کردند و پس از عبور از چندین شهر و جنگ با مردم آنها، به شهر مَرصَبا (مأرب) رسیدند. از آنجا، به مدائن صالح بازگشتند و سپس به مصر برگشتنند.
این لشکرکشی موفق نبود و به اهداف خود دست نیافت؛ چراکه نه طلایی را که برای آن حرکت کرده بود به دست آورد و نه شهرهایی را که اشغال کرده بود به امپراتوری روم ضمیمه کرد.
در مورد مسیر لشکرکشی پس از فرود در ینبع یا مویلح، نظرات متفاوتی وجود دارد. از جمله این دیدگاه‌ها این است که لشکرکشی از طریق ایدم به یثرب ادامه یافت تا از درگیری با قبایل ساکن در مسیر تجاری میان ینبع و جنوب جلوگیری کند و سپس مسیر خود را از یثرب به نجد و از آنجا از طریق یمن به نجران ادامه داد.
استرابون ذکر کرده است که پادشاه آن منطقه (یا شاید شیخ قبیله) به نام الحارث از رومی‌ها استقبال کرد و به آنها در عبور از جاده کمک نمود. بر اساس این روایت (که محتمل‌ترین روایت است)، لشکریان از یثرب عبور کردند، مدتی در آنجا استراحت نمودند و آب و غذا ذخیره کردند. استرابون یادآور شده است که این منطقه دارای چشمه‌های فراوانی بود.
بی‌تردید، هوش و درایت الحارث و رفتار نیکوی او با فرمانده لشکریان به سود یثرب و سایر شهرهایی بود که ارتش از آنها گذر کرد، زیرا ارتش آسیبی به این مناطق نرساند. احتمال دارد که الحارث برای جلوگیری از درگیری با لشکرکشی، با شیوخ و رهبران محلی منطقه به توافق رسیده باشد.
به هر حال، این لشکرکشی هیچ اثری در یثرب یا زندگی مردم آن باقی نگذاشت. حتی در نوشته‌های مورخان باستان نیز اشاره‌ای به آن نمی‌یابیم. در واقع، رومی‌ها به‌طور کلی هیچ تأثیری بر زندگی یثرب و مردم آن نداشتند و عبور ارتش روم در این لشکرکشی تنها یک ارتباط گذرا با آنها بود.

## یهودیان یثرب
منابع تاریخی روایت‌های متعددی از حضور یهودیان در یثرب در دوران جاهلیت پیش از ظهور اسلام نقل کرده‌اند و همگی بر این نکته اتفاق نظر دارند که آنان در پی چندین موج مهاجرت متوالی از خارج از شبه‌جزیره عربستان به این منطقه وارد شده‌اند:
اولین موج مهاجرت در سال ۵۸۹ پیش از میلاد رخ داد، هنگامی که نبوکدنصر بابلی به شام حمله کرد و بخش عمده‌ای از اهالی آن منطقه را به اسارت برد. گروهی از این افراد موفق به فرار شدند و به حجاز پناه بردند و در یثرب سکونت گزیدند. دومین موج مهاجرت بین سال‌های ۶۶ تا ۷۰ میلادی به وقوع پیوست، زمانی که تیتوس، فرمانده رومی، به فلسطین حمله نمود، منطقه را ویران کرد، اهالی را پراکنده‌ساخت و شمار زیادی از آنان را در دریاچه لوط غرق نمود. بازماندگان این واقعه به حجاز گریختند و در یثرب به جمع ساکنان پیشین پیوستند. سومین موج مهاجرت در سال ۱۳۲ میلادی اتفاق افتاد، هنگامی که هادریان، امپراتور روم، ارتشی را به فلسطین اعزام کرد، اهالی را از آنجا بیرون راند و برای همیشه ورود آنان به منطقه را ممنوع نمود. بازماندگان این رویداد نیز به شبه‌جزیره عربستان پناه بردند.